# Maria Więckowska

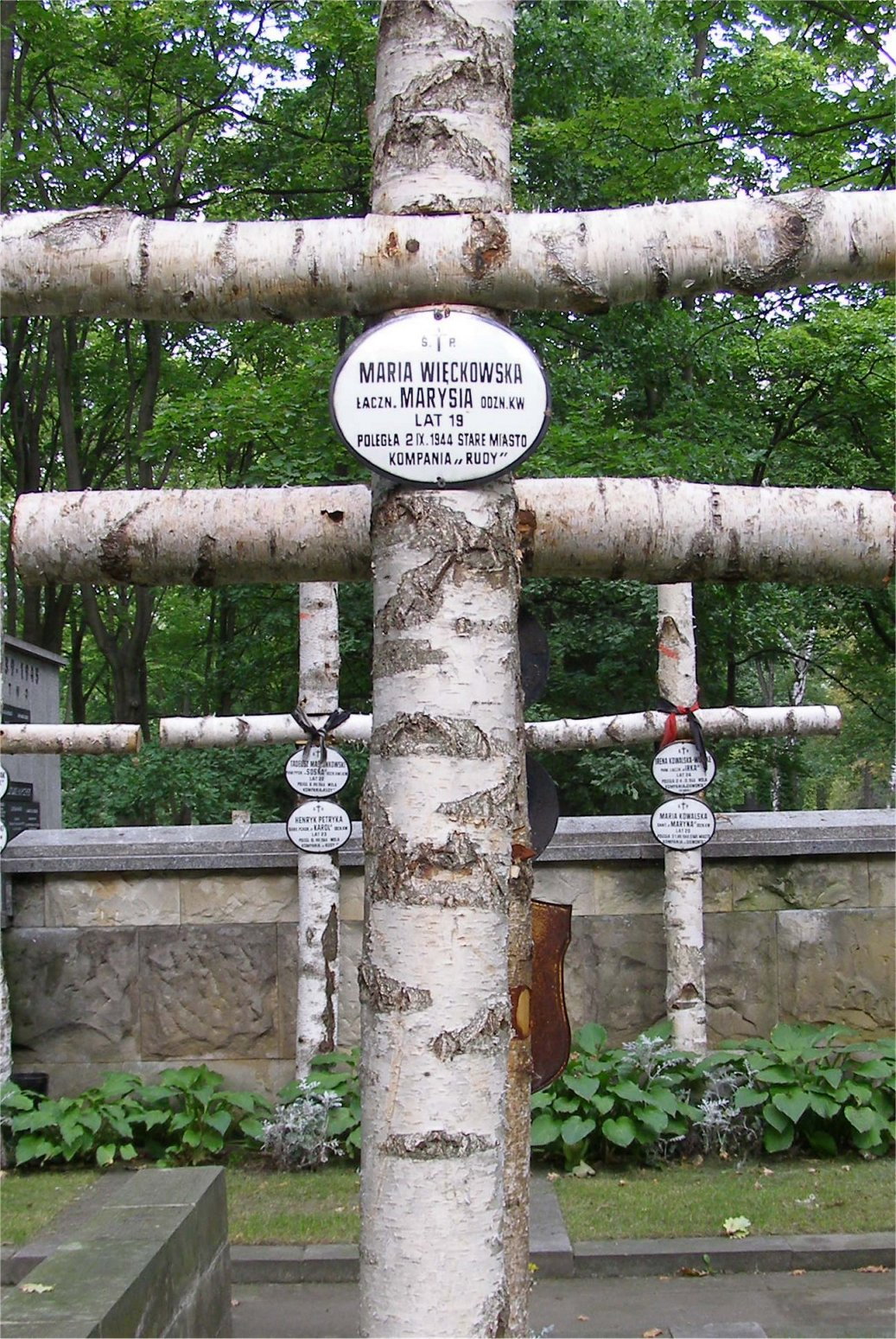
Mogiła na Powązkach

Maria Elżbieta Więckowska ps. „Marysia” (ur. 20 kwietnia 1925 w Warszawie, zm. 2 września 1944 tamże) – uczestniczka powstania warszawskiego jako sanitariuszka w 2. drużynie plutonu żeńskiego „Oleńka” (dow. Zofia Krassowska), następnie łączniczka w I plutonie „Sad” 2. kompanii „Rudy” batalionu „Zośka” Armii Krajowej. Córka Heleny Więckowskiej z domu Braunstein i Aleksandra Więckowskiego. Siostra Jana Więckowskiego (ps. „Drogosław”).
Podczas okupacji niemieckiej działała w polskim podziemiu zbrojnym. Ukończyła kurs Szkoły Podchorążych Rezerwy Piechoty „Agricola”.
Ciężko ranna 26 sierpnia 1944 przy ul. Sapieżyńskiej, zmarła w szpitalu powstańczym przy ul. Miodowej 23 na Starym Mieście. Miała 19 lat. Pochowana w kwaterach żołnierzy i sanitariuszek batalionu „Zośka” na Cmentarzu Wojskowym w Warszawie (kwatera A20-4-26).
Odznaczona Krzyżem Walecznych.